# Lancia Ardea
Lancia Ardea — це невеликий сімейний автомобіль, що випускався італійським автовиробником Lancia між 1939 і 1953 роками. Його надзвичайно короткий капот, як повідомляється, містив найменший двигун V4, коли-небудь випущений у продажу в невеликому сімейному автомобілі.

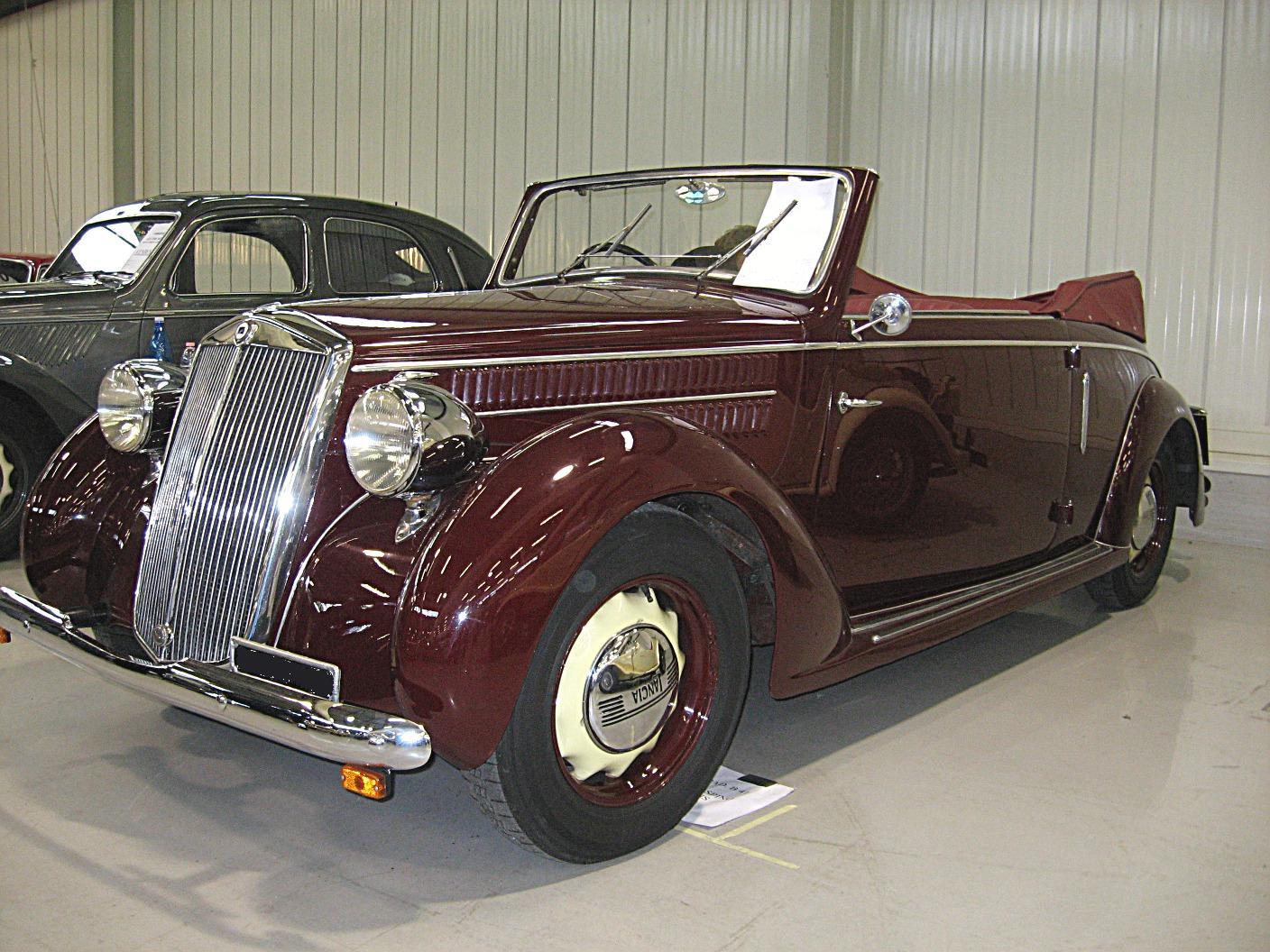
Lancia Aprilia Cabriolet

Майже 23 000 випущених Ardea були седанами зі стандартним кузовом, але між 1940 і 1942 роками приблизно 500 Ardea було виготовлено з подовженими кузовами та квадратною задньою кабіною для використання в Римі як таксі. Після війни також було випущено понад 8 500 комерційних адаптацій Ardea, відомих як «фургончіні» (легкі фургони) та «каміончіні» (легкі вантажівки на базі автомобіля).
Третя серія Ardea, що випускалася з 1948 року, була першим серійним автомобілем з 5-ступінчастою механічною коробкою передач. Ardea була названа або на честь міста Ардеа (Лаціо), або на честь Віа Ардеатіна, римської дороги, що вела з Риму до цього міста.

## Двигун
903 см3 Lancia V4 26 к.с. при 4600 об/хв